# Дифенгидрамин
Дифенгидрами́н («Димедро́л») — антигистаминный препарат первого поколения. В практике обычно используется в форме гидрохлорида.
Димедрол входит в российский перечень жизненно необходимых и важнейших лекарственных препаратов.

## Физические свойства
Белый мелкокристаллический порошок горького вкуса; вызывает онемение языка. Гигроскопичен. Очень легко растворим в воде, легко — в спирте и хлороформе, очень мало растворим в эфире. Водные растворы (рН 1%-го раствора — 5,0…6,5) стерилизуют при +100 °C в течение 30 мин.

## Фармакологическое действие
Дифенгидрамин является одним из основных представителей группы антигистаминных препаратов, блокирующих Н1-рецепторы. Он обладает выраженной антигистаминной активностью. Кроме того, он оказывает местноанестезирующее действие, расслабляет гладкую мускулатуру в результате непосредственного спазмолитического действия блокирует в умеренной степени холинорецепторы вегетативных нервных узлов.
Важной особенностью дифенгидрамина является его седативное действие, имеющее некоторое сходство с действием нейролептических веществ; в соответствующих дозах он оказывает снотворный эффект. Является также умеренным противорвотным средством. В действии дифенгидрамина на нервную систему существенное значение имеет наряду с влиянием на гистаминовые рецепторы (возможно, Н3-рецепторы мозга) его центральная холинолитическая активность.
При совместном приёме дифенгидрамин усиливает действие депрессантов, таких, как алкоголь, фенобарбитал и препараты бензодиазепинового ряда. Также в экспериментах на крысах установлено, что дифенгидрамин усиливает обезболивающий эффект, индуцированный морфином, но не эндогенными опиоидами.

## Фармакокинетика
Дифенгидрамин хорошо всасывается при приёме внутрь. Проникает через гематоэнцефалический барьер.

## Показания к применению

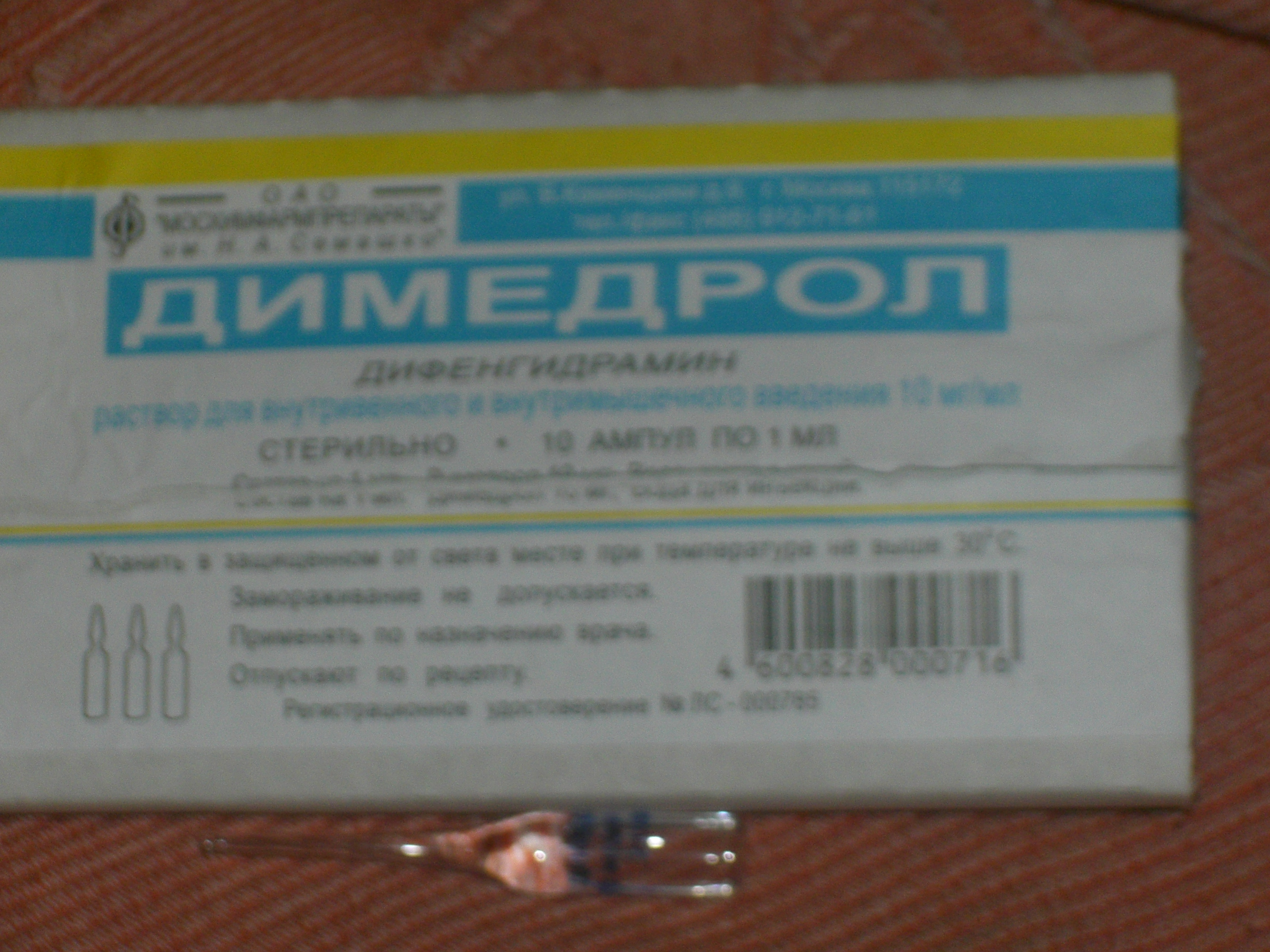
Раствор димедрола 10 ампул по 1 мл.

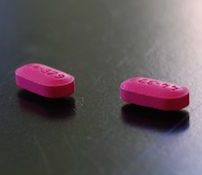
Таблетки бенадрила.

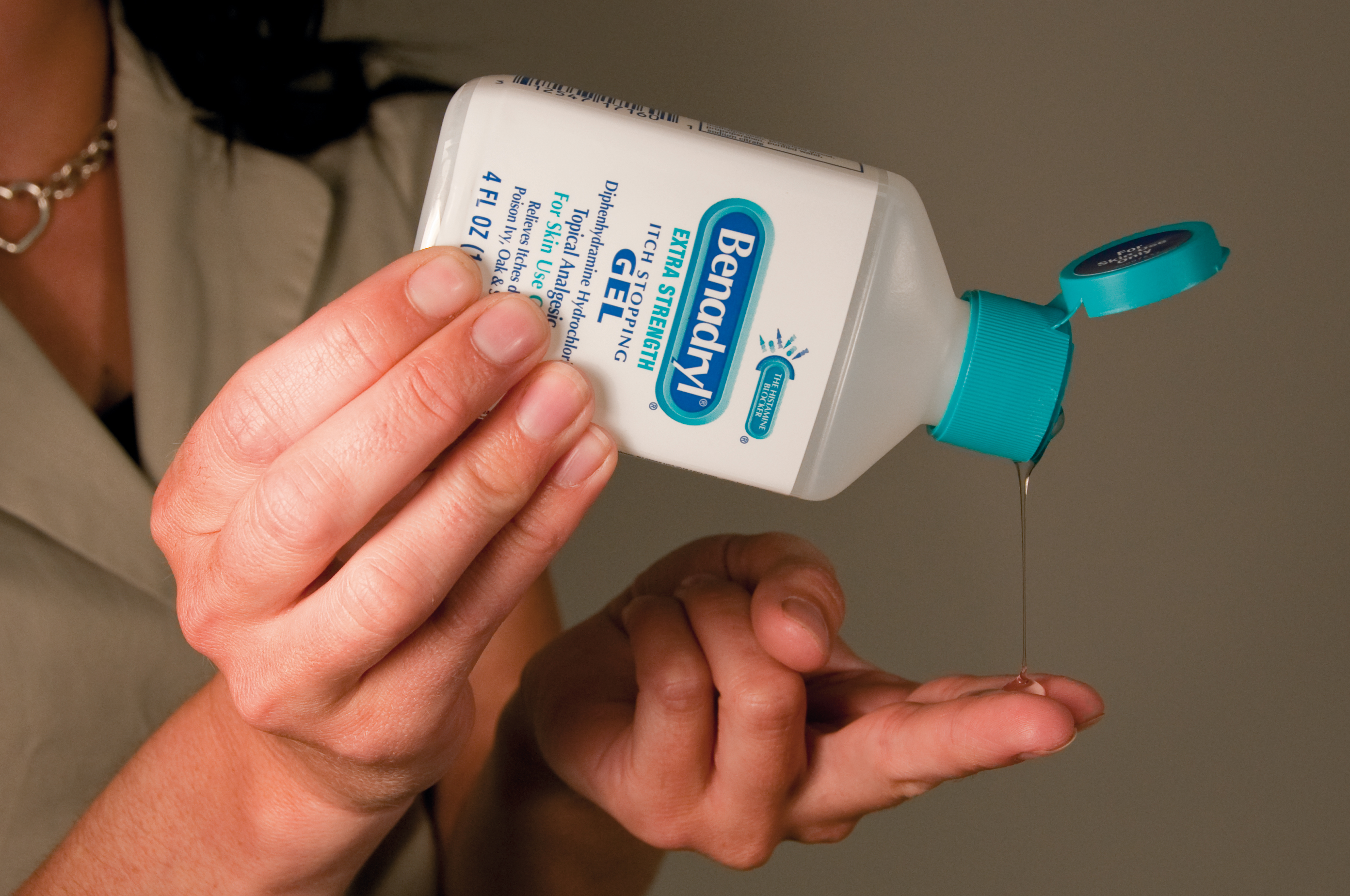
Противоаллергический гель бенадрил.

Дифенгидрамин применяют в основном при лечении крапивницы, сенной лихорадки, сывороточной болезни, геморрагического васкулита (капилляротоксикоза), вазомоторного насморка, ангионевротического отёка, зудящих дерматозов, острого иридоциклита, аллергических конъюнктивитов и других аллергических заболеваний, аллергических осложнений от приёма различных лекарств, в том числе антибиотиков.
Как и другие антигистаминные препараты, дифенгидрамин применяется при лечении лучевой болезни.
При бронхиальной астме дифенгидрамин относительно малоактивен, однако его можно назначать при этом заболевании в сочетании с теофиллином, эфедрином и другими лекарственными средствами.
Иногда дифенгидрамин применяют при язвенной болезни желудка и гиперацидном гастрите, однако значительно более эффективными при этой болезни являются блокаторы Н2-рецепторов.
Дифенгидрамин (так же как и другие блокаторы Н1-рецепторов) может быть использован для уменьшения побочных реакций при переливании крови и кровезамещающих жидкостей, при применении ферментных и других препаратов.
Применяют также дифенгидрамин при хорее, морской и воздушной болезни, рвоте беременных, синдроме Меньера. Терапевтический эффект препарата при этих заболеваниях может найти объяснение в его седативном и центральном холинолитическом действии. По противорвотной активности более эффективной по сравнению с дифенгидрамином является его комплексная соль с хлортеофиллином (дименгидринат).
Применяют также дифенгидрамин как успокаивающее и снотворное средство самостоятельно, и в сочетании с другими снотворными. Назначают внутрь по одной таблетке (0,03 или 0,05 г) перед сном.
В анестезиологической практике применяют как составную часть литических смесей (смотри Аминазин).

## Пути введения
Назначают дифенгидрамин внутрь, внутримышечно, внутривенно, местно (накожно, в виде глазных капель, на слизистую оболочку носа); вводят также ректально. Под кожу не вводят из-за раздражающего действия.

## Дозы
Внутрь назначают таблетки взрослым по 0,03—0,05 г 1—3 раза в день. Курс лечения 10—15 дней.
В мышцы вводят 0,01—0,05 г в виде 1 % раствора, в вену — капельным методом 0,02—0,05 г дифенгидрамина в 75—100 мл изотонического раствора натрия хлорида.
Детям дифенгидрамин назначают в меньших дозах: до 1 года — по 0,002—0,005 г, от 2 до 5 лет — по 0,005—0,015 г, от 6 до 12 лет по 0,015—0,03 г на приём.
Свечи с дифенгидрамином вводят в прямую кишку 1—2 раза в день после очистительной клизмы или самопроизвольного очищения кишечника. Детям в возрасте до трёх лет назначают свечи, содержащие по 0,005 г дифенгидрамина; от 3 до 4 лет по 0,01 г; от 5 до 7 лет — по 0,015 г, 8—14 лет — 0,02 г.
Высшие дозы для взрослых внутрь: разовая 0,1 г, суточная 0,25 г; внутримышечно: разовая 0,05 г (5 мл 1 % раствора), суточная 0,15 г (15 мл 1 % раствора).

## Лекарственные формы для местного применения
Для закапывания в конъюнктивальный мешок применяют 0,2—0,5 % растворы (лучше на 2 % растворе борной кислоты) по 1—2 капли 2—3—5 раз в сутки.
Иногда дифенгидрамин применяют в виде крема или мазей (3—10 %), изготовляемых в аптеке, для смазывания кожи при зудящих дерматозах. Следует при этом учитывать, что дифенгидрамин всасывается через кожу и при смазывании больших поверхностей может вызвать интоксикацию: сухость во рту, затруднение дыхания, возбуждение, спутанность сознания'.
При аллергических вазомоторных, острых ринитах, риносинусопатиях назначают дифенгидрамин в нос в виде палочек (палочки с дифенгидрамином, Bacilli cum Dimedrolo), содержащих 0,05 г дифенгидрамина на полиэтиленоксидной основе. Можно также пользоваться приготовленными ех tempore мазями и каплями.

## Формы выпуска
- порошок;
- таблетки по 0,02; 0,03 и 0,05 г;
- ректальные свечи с дифенгидрамином по 0,005; 0,01; 0,015 и 0,02 г (свечи с дифенгидрамином предназначены для применения в детской практике);
- палочки по 0,05 г;
- 1 % раствор в ампулах и шприц-тюбиках

## Побочные явления
При приёме дифенгидрамина внутрь в связи с его местноанестезирующим действием может возникнуть кратковременное «онемение» слизистых оболочек полости рта; в редких случаях возможны головокружение, головная боль, сухость во рту, тошнота. Побочные явления проходят самостоятельно после отмены препарата или уменьшения дозы. У аллергиков с пониженной гемоиммуностью (индикаторы С3 и С4, например при волчанке) может оказать серьёзное давление на селезёнку, в том числе и отрицательно сказаться на лимфатических узлах.
В связи с влиянием препарата на ЦНС могут возникнуть сонливость и общая слабость.
Из-за седативного и снотворного действия дифенгидрамин нельзя назначать для приёма во время работы водителям транспорта и другим лицам, профессия которых требует быстрой психической и двигательной реакции. Кроме того, димедрол противопоказан нарколептикам, так как может в значительной степени нарушить регулярный режим сна уже с первого применения, и вызвать у таких пациентов каталептические припадки.
В сочетании с алкоголем и в больших (от 300—500 мг) дозировках может вызывать бред и галлюцинации.
При передозировке может возникнуть отекание конечностей, летальный исход.

## Пациенты с повышенным риском
Дифенгидрамин применяется с осторожностью у пациентов, предрасположенных к задержке мочи, с гипертрофией предстательной железы, бронхиальной астмой или хроническим бронхитом в анамнезе, повышением внутриглазного давления, гипертиреозом, сердечно-сосудистыми заболеваниями, c гипертонией. Используется с большой осторожностью у пациентов с глаукомой, стенозирующей язвенной болезнью, пилородуоденальной обструкцией, симптоматической простатической гипертрофией, с обструкцией шейки мочевого пузыря.

## Хранение
Ранее — список Б.
В плотно закупоренной таре, предохраняющей от действия света и влаги; таблетки и ампулы — в защищённом от света месте; свечи — в сухом, прохладном, защищённом от света месте.

## Злоупотребление дифенгидрамином
При приёме больших доз дифенгидрамина или употреблении с алкоголем возможно развитие делирия, сопровождающегося бредом и галлюцинациями.